# 黑山龜
黑山龜（學名：Melanochelys trijuga）是黑龜屬下的一種龜。分佈在南亞地區的淡水中。

## 特征

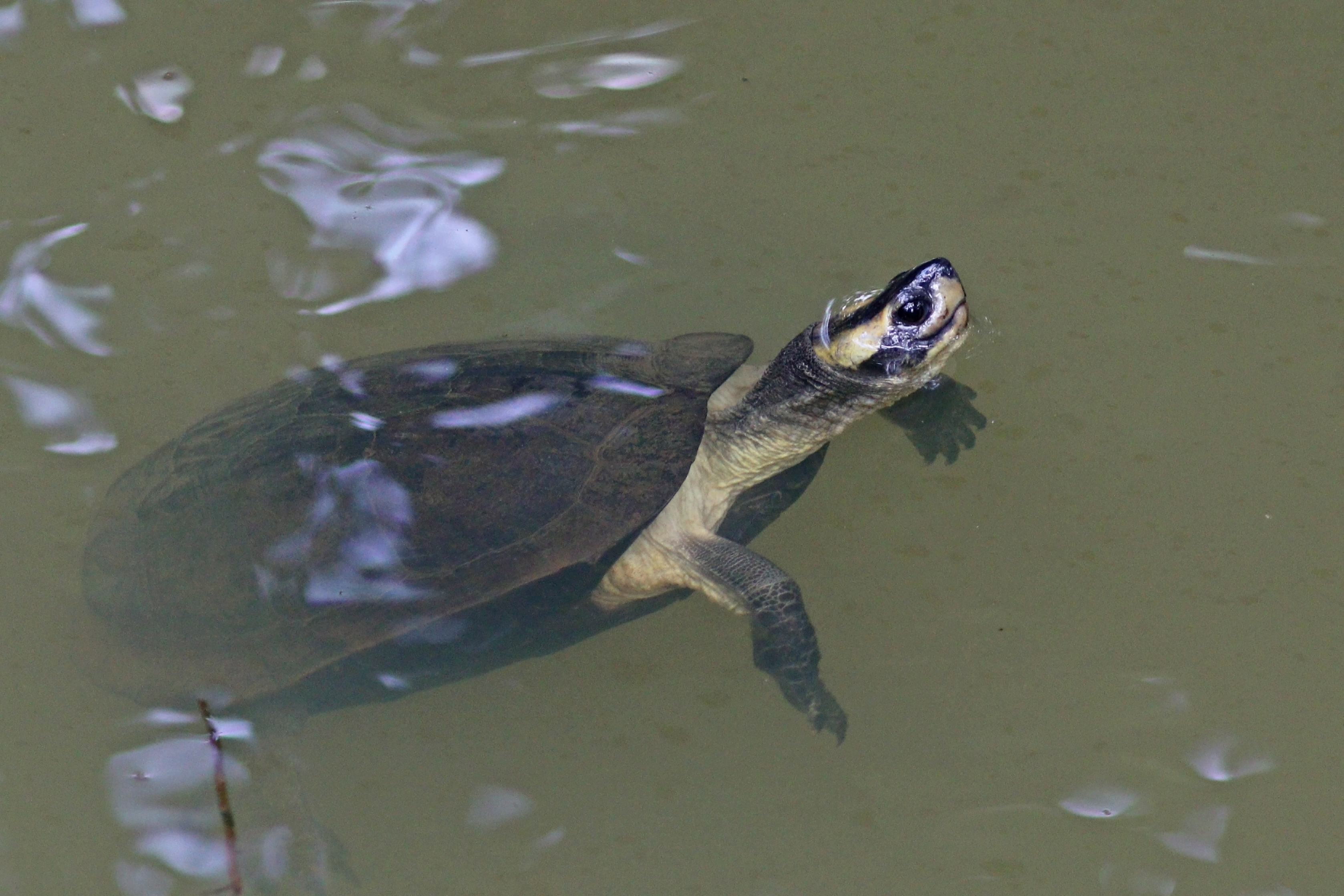
昌巴尔河的黑山龜

其貝殼顏色從深褐色到黑色不等，胸甲呈褐色，頭部有黃色或橘黃色條紋。其體型在38—45 cm（15—18英寸）之間。

## 保育狀況
其被列為《瀕危野生動植物種國際貿易公約》附錄二的物種，被限制出口及貿易。

## 外部連結
- TIGR Reptile Database上的Melanochelys trijuga